# Might and Delight
Might & Delight är en svensk spelutvecklare baserad i Stockholm som utvecklat plattformsspelet PID och Shelter.

## Ludografi
| Spel    | År   | Konsol                           | Kommentar |
| ------- | ---- | -------------------------------- | --------- |
| PID     | 2012 | Xbox 360, Playstation 3, PC, Mac |           |
| Shelter | 2013 | PC, Mac                          |           |

## Galleri

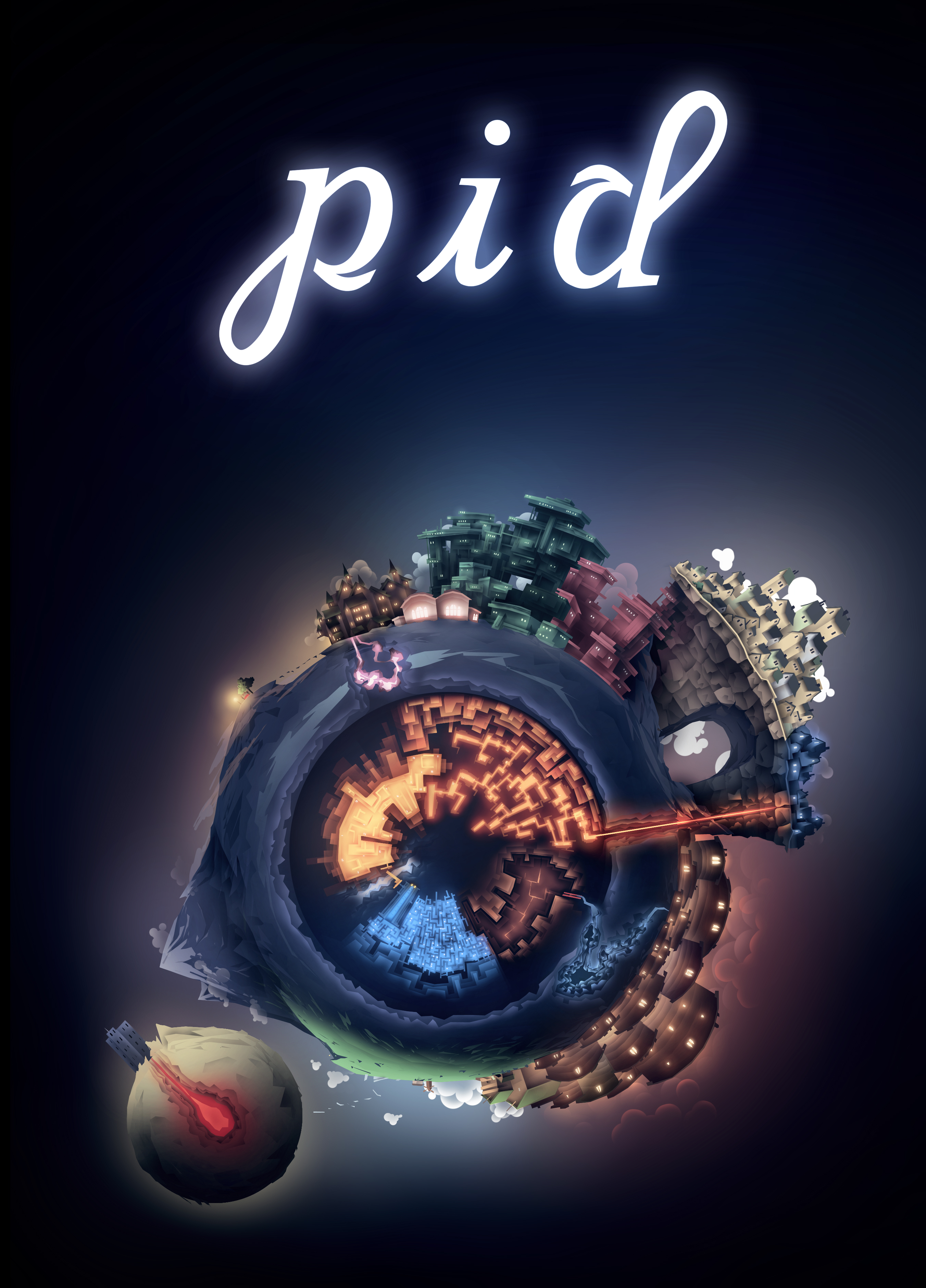
Pid
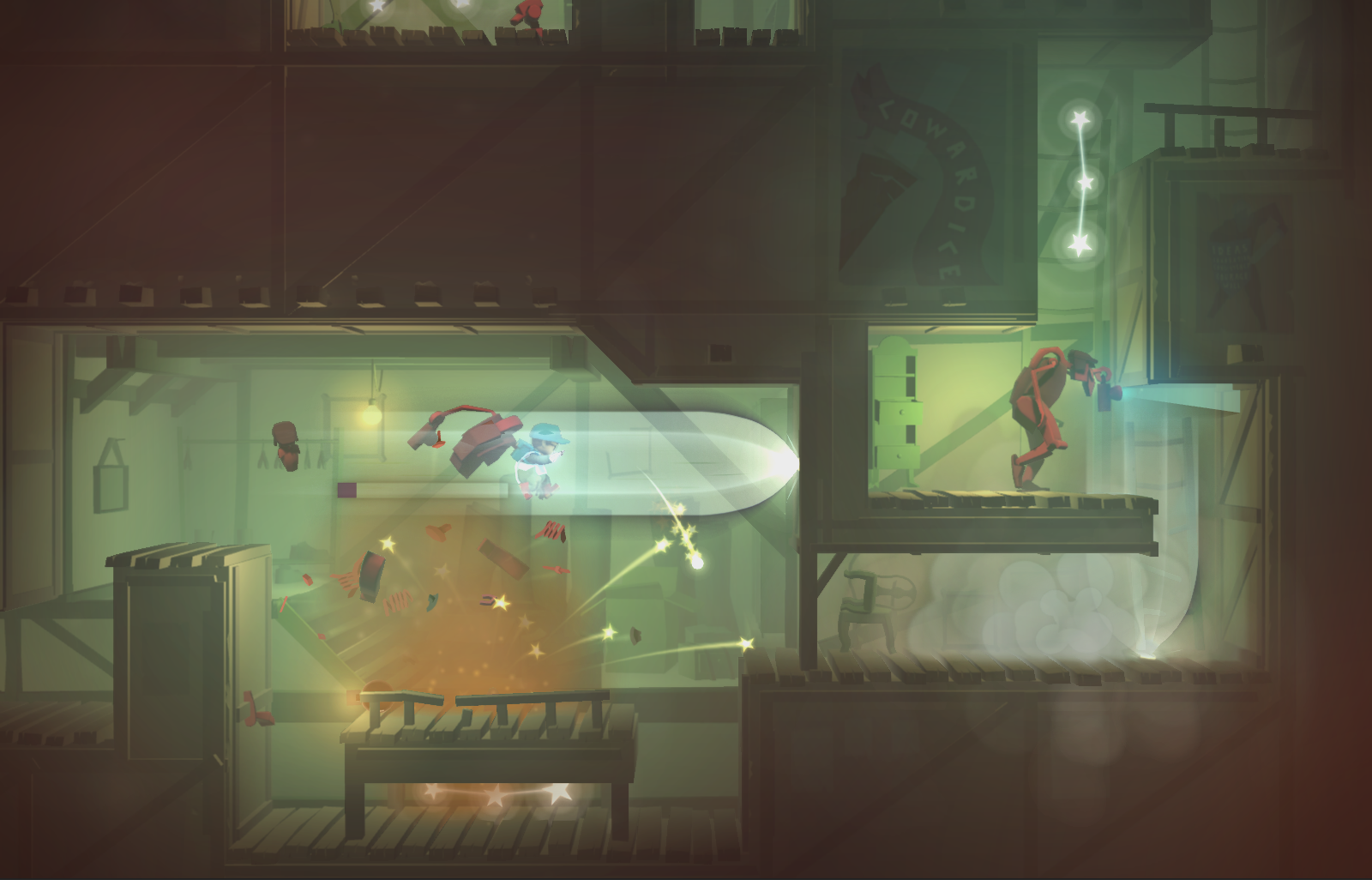
Pid
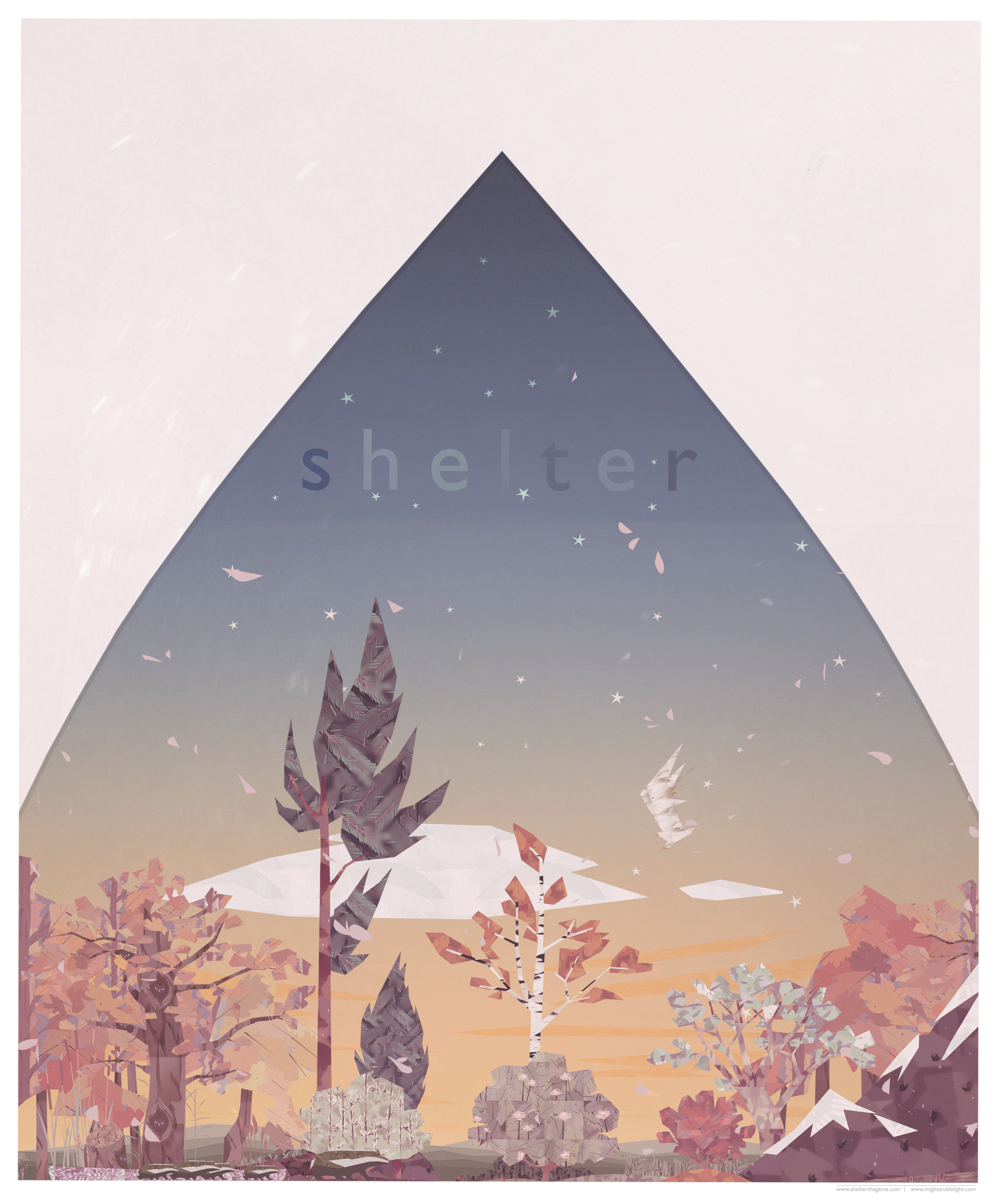
Shelter
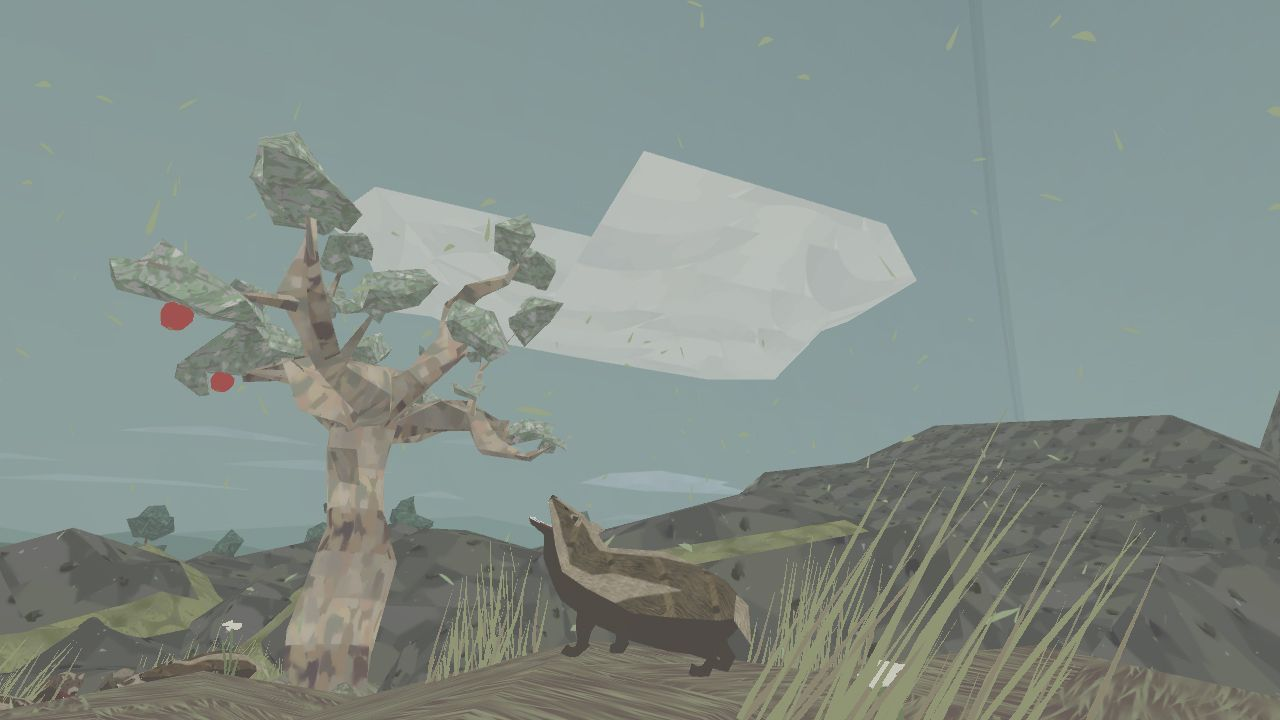
Shelter